# Rushmoor
Rushmoor est un Borough et district dans le Hampshire, en Angleterre. Il couvre les villes d'Aldershot et de Farnborough.
Il a été créé le 1er avril 1974 par la fusion de l'arrondissement d'Aldershot et de la communauté urbaine de Farnborough.

## À noter
Le siège de l’AAIB, l'organisme britannique chargé des enquêtes sur les accidents aériens, est situé à Rushmoor.